# Matz Sels
Matz Willy Els Sels (Lint, 26 febbraio 1992) è un calciatore belga, portiere del Nottingham Forest e della nazionale belga.

## Caratteristiche tecniche
Portiere che compensa la poca esplosività tra i pali con una discreta esperienza internazionale.

## Carriera

### Club

#### Lierse
A 7 anni entra nel settore giovanile del Lierse. Esordisce in Pro League il 23 ottobre 2010, scendendo in campo al 76' al posto del collega Nicaise.
Nella stagione 2012-2013, complice la cessione di Kawashima allo Standard Liegi, è promosso titolare. Al termine del campionato rifiuta il rinnovo di contratto ed è rispedito nella squadra riserve.

#### Gent
Il 3 gennaio 2014 è annunciato il suo passaggio al Gent, con cui firma per tre stagioni e mezzo. Debutta con la nuova maglia il 14 gennaio nei quarti di finale di Coppa del Belgio contro il Kortrijk, sfida che si protrae ai rigori e in cui vince il Gent. Quattro giorni dopo esordisce anche in campionato, sempre contro il Kortrijk, stavolta uscito vincitore dal confronto alla Ghelamco Arena.
Nella stagione 2014-2015 è uno dei protagonisti della cavalcata che conduce il Gent alla conquista del primo campionato della sua storia. Il 16 luglio 2015 arriva anche la prima Supercoppa del Belgio, alzata dopo aver superato il Club Bruges (1-0). Il 16 settembre è protagonista anche nel debutto in Champions League contro l'Olympique Lione, parando un calcio di rigore a Lacazette nell'1-1 finale. Viene eletto miglior portiere dell'anno 2015.

#### Newcastle e prestito all'Anderlecht
Il 29 giugno 2016 si trasferisce al Newcastle Utd, appena retrocesso nella Football League Championship, firmando un quinquennale. Il 5 agosto debutta nella sconfitta rimediata sul campo del Fulham (1-0) alla prima di campionato. Schierato titolare fino alla nona giornata, gli viene poi preferito Darlow fino al termine del torneo. Nella sua unica stagione inglese scende in campo solamente in FA Cup e in EFL Cup, con il Newcastle che vince il campionato e fa dunque ritorno nella massima serie.
Il 22 giugno 2017 il Newcastle lo cede in prestito all'Anderlecht, in ragione dell'ancora maggiore concorrenza tra i pali che avrebbe avuto restando ai Magpies. Debutta con i bianco-malva nella Supercoppa di Belgio vinta contro lo Zulte Waregem (2-1), conquistando il trofeo per la seconda volta dopo il successo di due anni prima con la maglia del Gent. Gioca con discreta continuità, alternandosi con Boeckx, e scende in campo in tre partite della fase a gironi di Champions League contro Bayern Monaco (due volte) e Paris Saint-Germain, rimediando altrettante sconfitte.

#### Strasburgo
Il 26 luglio 2018 è acquistato dallo Strasburgo, firmando per quattro stagioni. L'esordio in Ligue 1 arriva il 12 agosto con la vittoriosa trasferta di Bordeaux. Titolare inamovibile in campionato, è riserva nella Coupe de la Ligue vinta dagli alsaziani e in cui è protagonista il secondo portiere Kamara.

### Nazionale
Dopo anni di convocazioni in nazionale maggiore senza debuttare, esordisce il 2 giugno 2021 subentrando nel finale dell'amichevole pareggiata 1-1 contro la Grecia.

## Statistiche

### Presenze e reti nei club
Statistiche aggiornate al 22 maggio 2024.
| Stagione          | Squadra           | Campionato        | Campionato | Campionato | Coppe nazionali | Coppe nazionali | Coppe nazionali | Coppe continentali | Coppe continentali | Coppe continentali | Altre coppe | Altre coppe | Altre coppe | Totale | Totale |
| Stagione          | Squadra           | Comp              | Pres       | Reti       | Comp            | Pres            | Reti            | Comp               | Pres               | Reti               | Comp        | Pres        | Reti        | Pres   | Reti   |
| ----------------- | ----------------- | ----------------- | ---------- | ---------- | --------------- | --------------- | --------------- | ------------------ | ------------------ | ------------------ | ----------- | ----------- | ----------- | ------ | ------ |
| 2010-2011         | Lierse            | PL                | 1          | 0          | CB              | -               | -               | -                  | -                  | -                  | -           | -           | -           | 1      | 0      |
| 2011-2012         | Lierse            | PL                | 0          | 0          | CB              | 0               | 0               | -                  | -                  | -                  | -           | -           | -           | 0      | 0      |
| 2012-2013         | Lierse            | PL                | 30         | -53        | CB              | 1               | -2              | -                  | -                  | -                  | -           | -           | -           | 31     | -55    |
| 2013-gen. 2014    | Lierse            | PL                | -          | -          | CB              | -               | -               | -                  | -                  | -                  | -           | -           | -           | -      | -      |
| Totale Lierse     | Totale Lierse     | Totale Lierse     | 31         | -53        |                 | 1               | -2              |                    | -                  | -                  |             | -           | -           | 32     | -55    |
| gen.-mag. 2014    | Gent              | PL                | 9+6        | -8-6       | CB              | 3               | -2              | -                  | -                  | -                  | -           | -           | -           | 18     | -16    |
| 2014-2015         | Gent              | PL                | 30+9       | -29-9      | CB              | 6               | -7              | -                  | -                  | -                  | -           | -           | -           | 45     | -45    |
| 2015-2016         | Gent              | PL                | 30+10      | -29-15     | CB              | 4               | -2              | UCL                | 8                  | -11                | SB          | 1           | 0           | 53     | -57    |
| Totale Gent       | Totale Gent       | Totale Gent       | 94         | -96        |                 | 13              | -11             |                    | 8                  | -11                |             | 1           | 0           | 116    | -118   |
| 2016-2017         | Newcastle Utd     | FLC               | 9          | -7         | FA Cup+CdL      | 3+2             | -5-1            | -                  | -                  | -                  | -           | -           | -           | 14     | -13    |
| 2017-2018         | Anderlecht        | PL                | 22+10      | -29-15     | CB              | 1               | -1              | UCL                | 3                  | -9                 | SB          | 1           | -1          | 37     | -55    |
| 2018-2019         | Strasburgo        | L1                | 37         | -48        | CF+CdL          | 1+0             | -2              | -                  | -                  | -                  | -           | -           | -           | 38     | -50    |
| 2019-2020         | Strasburgo        | L1                | 27         | -32        | CF+CdL          | 2+0             | -2              | UEL                | 6                  | -6                 | -           | -           | -           | 35     | -40    |
| 2020-2021         | Strasburgo        | L1                | 6          | -13        | CF              | 0               | 0               | -                  | -                  | -                  | -           | -           | -           | 6      | -13    |
| 2021-2022         | Strasburgo        | L1                | 37         | -43        | CF              | 1               | -1              | -                  | -                  | -                  | -           | -           | -           | 38     | -44    |
| 2022-2023         | Strasburgo        | L1                | 38         | -59        | CF              | 1               | 0               |                    | -                  | -                  |             | -           | -           | 39     | -59    |
| 2023-gen. 2024    | Strasburgo        | L1                | 19         | -24        | CF              | 0               | 0               |                    | -                  | -                  |             | -           | -           | 19     | -24    |
| Totale Strasburgo | Totale Strasburgo | Totale Strasburgo | 164        | -219       |                 | 5               | -5              |                    | 6                  | -6                 |             | -           | -           | 175    | -230   |
| feb.-giu. 2024    | Nottingham Forest | PL                | 16         | -27        | FACup+CdL       | 0+0             | 0+0             | -                  | -                  | -                  | -           | -           | -           | 16     | -27    |
| Totale carriera   | Totale carriera   | Totale carriera   | 346        | -446       |                 | 25              | -25             |                    | 17                 | -26                |             | 2           | -1          | 390    | -498   |

### Cronologia presenze e reti in nazionale
| Cronologia completa delle presenze e delle reti in nazionale ― Belgio | Cronologia completa delle presenze e delle reti in nazionale ― Belgio | Cronologia completa delle presenze e delle reti in nazionale ― Belgio | Cronologia completa delle presenze e delle reti in nazionale ― Belgio | Cronologia completa delle presenze e delle reti in nazionale ― Belgio | Cronologia completa delle presenze e delle reti in nazionale ― Belgio | Cronologia completa delle presenze e delle reti in nazionale ― Belgio | Cronologia completa delle presenze e delle reti in nazionale ― Belgio |
| Data                                                                  | Città                                                                 | In casa                                                               | Risultato                                                             | Ospiti                                                                | Competizione                                                          | Reti                                                                  | Note                                                                  |
| --------------------------------------------------------------------- | --------------------------------------------------------------------- | --------------------------------------------------------------------- | --------------------------------------------------------------------- | --------------------------------------------------------------------- | --------------------------------------------------------------------- | --------------------------------------------------------------------- | --------------------------------------------------------------------- |
| 3-6-2021                                                              | Bruxelles                                                             | Belgio                                                                | 1 – 1                                                                 | Grecia                                                                | Amichevole                                                            | -                                                                     | 90+1’                                                                 |
| 29-3-2022                                                             | Bruxelles                                                             | Belgio                                                                | 3 – 0                                                                 | Burkina Faso                                                          | Amichevole                                                            | -                                                                     |                                                                       |
| 20-6-2023                                                             | Tallinn                                                               | Estonia                                                               | 0 – 3                                                                 | Belgio                                                                | Qual. Euro 2024                                                       | -                                                                     |                                                                       |
| 13-10-2023                                                            | Vienna                                                                | Austria                                                               | 2 – 3                                                                 | Belgio                                                                | Qual. Euro 2024                                                       | -2                                                                    |                                                                       |
| 16-10-2023                                                            | Bruxelles                                                             | Belgio                                                                | 1 – 1                                                                 | Svezia                                                                | Qual. Euro 2024                                                       | -1                                                                    |                                                                       |
| 15-11-2023                                                            | Lovanio                                                               | Belgio                                                                | 1 – 0                                                                 | Serbia                                                                | Amichevole                                                            | -                                                                     |                                                                       |
| 23-3-2024                                                             | Dublino                                                               | Irlanda                                                               | 0 – 0                                                                 | Belgio                                                                | Amichevole                                                            | -                                                                     | 83’                                                                   |
| 26-3-2024                                                             | Londra                                                                | Inghilterra                                                           | 2 – 2                                                                 | Belgio                                                                | Amichevole                                                            | -2                                                                    |                                                                       |
| 23-3-2025                                                             | Genk                                                                  | Belgio                                                                | 3 – 0                                                                 | Ucraina                                                               | UEFA Nations League 2024-2025 - Play-off                              | -                                                                     |                                                                       |
| 6-6-2025                                                              | Skopje                                                                | Macedonia del Nord                                                    | 1 – 1                                                                 | Belgio                                                                | Qual. Mondiali 2026                                                   | -1                                                                    |                                                                       |
| 9-6-2025                                                              | Bruxelles                                                             | Belgio                                                                | 4 – 3                                                                 | Galles                                                                | Qual. Mondiali 2026                                                   | -3                                                                    |                                                                       |
| Totale                                                                |                                                                       | Presenze                                                              | 11                                                                    |                                                                       | Reti                                                                  | -9                                                                    |                                                                       |

| Cronologia completa delle presenze e delle reti in nazionale ― Belgio under 21 | Cronologia completa delle presenze e delle reti in nazionale ― Belgio under 21 | Cronologia completa delle presenze e delle reti in nazionale ― Belgio under 21 | Cronologia completa delle presenze e delle reti in nazionale ― Belgio under 21 | Cronologia completa delle presenze e delle reti in nazionale ― Belgio under 21 | Cronologia completa delle presenze e delle reti in nazionale ― Belgio under 21 | Cronologia completa delle presenze e delle reti in nazionale ― Belgio under 21 | Cronologia completa delle presenze e delle reti in nazionale ― Belgio under 21 |
| Data                                                                           | Città                                                                          | In casa                                                                        | Risultato                                                                      | Ospiti                                                                         | Competizione                                                                   | Reti                                                                           | Note                                                                           |
| ------------------------------------------------------------------------------ | ------------------------------------------------------------------------------ | ------------------------------------------------------------------------------ | ------------------------------------------------------------------------------ | ------------------------------------------------------------------------------ | ------------------------------------------------------------------------------ | ------------------------------------------------------------------------------ | ------------------------------------------------------------------------------ |
| 10-9-2012                                                                      | Beveren                                                                        | Belgio under 21                                                                | 5 – 0                                                                          | Islanda under 21                                                               | Qual. Europeo Under-21 2013                                                    | -                                                                              |                                                                                |
| 14-10-2012                                                                     | Petah Tikva                                                                    | Israele under 21                                                               | 4 – 1                                                                          | Belgio under 21                                                                | Amichevole                                                                     | -4                                                                             |                                                                                |
| 29-5-2013                                                                      | Hyères                                                                         | Belgio under 21                                                                | 1 – 2                                                                          | Brasile under 21                                                               | Amichevole                                                                     | -2                                                                             |                                                                                |
| 5-9-2014                                                                       | Larnaca                                                                        | Cipro under 21                                                                 | 0 – 6                                                                          | Belgio under 21                                                                | Qual. Europeo Under-21 2015                                                    | -                                                                              |                                                                                |
| Totale                                                                         |                                                                                | Presenze                                                                       | 4                                                                              |                                                                                | Reti                                                                           | -6                                                                             |                                                                                |

## Palmarès

### Club

#### Competizioni nazionali
- Campionato belga: 1

Gent: 2014-2015
- Supercoppa del Belgio: 2

Gent: 2015
Anderlecht: 2017
- Football League Championship: 1

Newcastle: 2016-2017
- Coppa di Lega francese: 1

Strasburgo: 2018-2019

### Individuale
- PFA Premier League Team of the Year: 1

2024-2025